# Salamanca (.NET)
Pour les articles homonymes, voir salamanca.
 (mars 2023).
Salamanca est une « usine à logiciels » libres développée avec C# (C sharp) qui permet d'industrialiser les développements .NET. Elle était éditée par la société française NourY Solutions.

## Présentation
L'usine à logiciels Salamanca permet de systématiser et de fiabiliser les parties génériques des applications métier (bases de données, accès aux données, séparation des couches, sécurité...) via un cycle de modélisation, fabrication, livraison et de laisser les développeurs se concentrer sur les parties spécifiques, qui concernent directement le métier.

## Cycle du processus

### Modélisation
La modélisation nécessaire du processus cible permet tout d'abord de rassembler l'ensemble des parties prenantes, non seulement l'équipe de développement mais aussi la direction informatique ainsi que le service métier concerné, autour d'une vision partagée du projet, moyennant un apprentissage de langages de représentation définis dans Salamanca. Cette vision partagée prend sa force de l'identification d'une architecture adaptée à la majorité des projets informatiques métier, à savoir une séparation en 3 couches :
- Objets métier.
- Activités métier.
- Interface homme/machine.

### Fabrication
La fabrication des composants métier de base est accélérée grâce aux outils de génération de code. Le code produit laisse pour chaque couche la flexibilité d'écrire du code à façon nécessaire à l'implémentation des règles métier spécifiques au cas d'utilisation du projet.

### Livraison
La livraison met en jeu un premier niveau de contrôle qualité avant l'intégration du logiciel dans le système d'information, à savoir :
- la mise à disposition de code réutilisable grâce à la décomposition en couches.
- la facilitation de la maintenance à travers les tests unitaires définis pour chaque fonctionnalité métier.
- la possibilité d'implémenter différents types d'interfaces homme-machine grâce à la séparation entre logique et présentation permettant d'afficher les écrans à partir d'une seule implémentation des activités.

## Téléchargement de l'usine à logiciels
Salamanca et ses dernières versions mises à jour sont téléchargeables gratuitement sur la forge logicielle CodePlex.